# Шапур Мешаншах
Шапур Мешаншах (средњеперсијски: 𐭱𐭧𐭯𐭥𐭧𐭥𐭩 𐭱𐭠𐭤𐭬𐭩𐭱𐭠𐭭), био је сасанидски принц из 3. века. Био је други син сасанидског шаха Шапура I, и био је ожењен једном краљицом по имену Денаг, која му је родила неколико деце по имену Хормизд, Хормиздаг, Одабахт, Бахрам, Шапур, Пероз и Шапурдухтак. Шапур је током непознатог датума од стране свог оца именован за гувернера Мешана, а нешто касније дао је својој жени почасну титулу Дастгерд-Шапур. Умро је 260. године, а вероватно га је наследила његова супруга као гувернера Мешана.